# アドマイヤコスモス
アドマイヤコスモス(Admire Cosmos)とは日本の競走馬。主な勝ち鞍に2011年の福島記念。馬名の意味は「冠名+花名」。

## 戦績
- 特記事項なき場合、本節の出典はJBISサーチ[3]、地方競馬全国協会[4]

2010年4月11日、阪神競馬場で行われた3歳未勝利戦でデビューし、2着。レース中に骨折をしていたことが判明したため手術を行い、そのため以降の未勝利戦には間に合わず名古屋競馬場・角田輝也厩舎に転厩した。名古屋時代は12月中に3戦走り、初戦2着のあと2連勝として12月31日付で地方競馬の登録を抹消後、橋田満厩舎に戻った。JRA復帰初戦、2011年5月の二王子特別では最後の直線で抜け出し、後続に4馬身差をつけて勝利。続く赤倉特別と京橋特別も勝って一息入れ、秋初戦の大原ステークスでは、3歳馬による更新としては14年ぶりとなる1分56秒8のレコードタイムで勝利し6連勝。重賞初出走となった福島記念では中団からレースを進めて早め先頭で押し切って勝利し、7連勝で重賞初制覇を果たした。
年明けて2012年の初戦の中山金杯に出走したが、3コーナーで後退し、最後は歩くようにして最下位で入線。レース後、右第3中手骨複骨折の診断が下された。騎乗した上村洋行によるとレース直前には異変を感じなかったが、出走後2コーナーあたりから異変を感じていたという。競走を中止させなかったことについては、急に手綱を引っ張ればさらなる事故につながる恐れがあったこと、レース全体を壊さないようにしたこと、急ブレーキをかけることで馬にさらなる負担がかかることなどを考えて徐々にスピードを落としたためだという。後日、骨折した患部を3本のボルトで接合する手術が行われ成功した。その後は生まれ故郷の辻牧場で種牡馬入りが決まっていたが2012年3月21日、症状が悪化し予後不良となった。
後に上村は、自身の騎手引退時にアドマイヤコスモスについて、「オルフェーヴルに挑戦してみたいと思わせてくれた馬だった。競馬を止めていたら復帰できるくらいのケガで済んだんじゃないかと今でも思う。橋田先生にも馬主さんにも本当に申し訳ないことをしたと思っている」と語っている。

## 競走成績
以下の内容は、netkeiba.comおよびJBISサーチ、地方競馬全国協会に基づく。
| 競走日     | 競馬場 | 競走名                      | 格   | 距離（馬場）  | 頭 数 | 枠 番 | 馬 番 | オッズ （人気） | 着順 | タイム （上り3F） | 着差 | 騎手     | 斤量 [kg] | 1着馬（2着馬）         | 馬体重 [kg] |
| ---------- | ------ | --------------------------- | ---- | ------------- | ----- | ----- | ----- | --------------- | ---- | ----------------- | ---- | -------- | --------- | ---------------------- | ----------- |
| 2010.04.11 | 阪神   | 3歳未勝利                   |      | ダ1800m（良） | 16    | 3     | 6     | 02.2（1人）     | 02着 | R1:55.4 （36.5）  | -0.2 | 藤岡佑介 | 56        | ウインベルカント       | 476         |
| 0000.12.03 | 名古屋 | C6                          |      | ダ1300m（不） | 9     | 6     | 6     | 01.9（1人）     | 02着 | R1:22.1 （37.7）  | -0.0 | 吉田稔   | 56        | コスモルアノーヴァ     | 470         |
| 0000.12.10 | 名古屋 | C5                          |      | ダ1400m（稍） | 8     | 4     | 4     | 01.0（1人）     | 01着 | R1:31.3 （39.3）  | -0.2 | 吉田稔   | 56        | （ゴールドスイング）   | 469         |
| 0000.12.24 | 名古屋 | 持原大志騎手100勝おめでとう | C3   | ダ1400m（重） | 10    | 2     | 2     | 01.3（1人）     | 01着 | R1:30.3 （39.1）  | -0.4 | 吉田稔   | 56        | （コスモルアノーヴァ） | 465         |
| 2011.05.07 | 新潟   | 二王子特別                  | 500  | 芝1800m（良） | 11    | 6     | 7     | 04.1（3人）     | 01着 | R1:47.3 （32.9）  | -0.7 | 上村洋行 | 57        | （ツルミプラチナム）   | 464         |
| 0000.05.21 | 新潟   | 赤倉特別                    | 1000 | 芝2000m（良） | 16    | 2     | 4     | 01.5（1人）     | 01着 | R1:58.8 （34.2）  | -0.4 | 上村洋行 | 57        | （テイエムシバスキー） | 458         |
| 0000.06.25 | 阪神   | 京橋特別                    | 1000 | 芝2000m（良） | 9     | 8     | 8     | 01.6（1人）     | 01着 | R2:00.4 （33.8）  | -0.0 | 上村洋行 | 57        | （ダノンスパシーバ）   | 460         |
| 0000.10.08 | 京都   | 大原S                       | 1600 | 芝2000m（良） | 13    | 6     | 9     | 01.8（1人）     | 01着 | R1:56.8 （34.5）  | -0.2 | 上村洋行 | 57        | （ワルキューレ）       | 474         |
| 0000.11.20 | 新潟   | 福島記念                    | GIII | 芝2000m（重） | 18    | 5     | 9     | 01.9（1人）     | 01着 | R1:59.1 （34.3）  | -0.1 | 上村洋行 | 56        | （メイショウカンパク） | 478         |
| 2012.01.05 | 中山   | 中山金杯                    | GIII | 芝2000m（良） | 16    | 3     | 5     | 02.0（1人）     | 16着 | R2:08.1（42.6）   | -8.7 | 上村洋行 | 57        | フェデラリスト         | 474         |

## 血統表
| アドマイヤコスモスの血統        | アドマイヤコスモスの血統                                                             | アドマイヤコスモスの血統                                                             | （血統表の出典）                                                                     | （血統表の出典）      |
| 父系                            | ヘイロー系                                                                           | ヘイロー系                                                                           | ヘイロー系                                                                           | [ § 2 ]               |
| 父 アドマイヤマックス 1999 鹿毛 | 父の父*サンデーサイレンス Sunday Silence 1986 青鹿毛                                 | Halo                                                                                 | Hail to Reason                                                                       | Hail to Reason        |
| 父 アドマイヤマックス 1999 鹿毛 | 父の父*サンデーサイレンス Sunday Silence 1986 青鹿毛                                 | Halo                                                                                 | Cosmah                                                                               |                       |
| 父 アドマイヤマックス 1999 鹿毛 | 父の父*サンデーサイレンス Sunday Silence 1986 青鹿毛                                 | Wishing Well                                                                         | Understanding                                                                        | Understanding         |
| 父 アドマイヤマックス 1999 鹿毛 | 父の父*サンデーサイレンス Sunday Silence 1986 青鹿毛                                 | Wishing Well                                                                         | Mountain Flower                                                                      |                       |
| 父 アドマイヤマックス 1999 鹿毛 | 父の母ダイナシュート 1982 栗毛                                                       | *ノーザンテースト                                                                    | Northern Dancer                                                                      | Northern Dancer       |
| 父 アドマイヤマックス 1999 鹿毛 | 父の母ダイナシュート 1982 栗毛                                                       | *ノーザンテースト                                                                    | Lady Victoria                                                                        |                       |
| 父 アドマイヤマックス 1999 鹿毛 | 父の母ダイナシュート 1982 栗毛                                                       | シャダイマイン                                                                       | *ヒッティングアウェー                                                                | *ヒッティングアウェー |
| 父 アドマイヤマックス 1999 鹿毛 | 父の母ダイナシュート 1982 栗毛                                                       | シャダイマイン                                                                       | *ファンシミン                                                                        |                       |
| 母 *アドマイヤラピス 1992 鹿毛  | 母の父Be My Guest 1974 栗毛                                                          | Northern Dancer                                                                      | Nearctic                                                                             | Nearctic              |
| 母 *アドマイヤラピス 1992 鹿毛  | 母の父Be My Guest 1974 栗毛                                                          | Northern Dancer                                                                      | Natalma                                                                              |                       |
| 母 *アドマイヤラピス 1992 鹿毛  | 母の父Be My Guest 1974 栗毛                                                          | What a Treat                                                                         | Tudor Minstrel                                                                       | Tudor Minstrel        |
| 母 *アドマイヤラピス 1992 鹿毛  | 母の父Be My Guest 1974 栗毛                                                          | What a Treat                                                                         | Rare Treat                                                                           |                       |
| 母 *アドマイヤラピス 1992 鹿毛  | 母の母Elevate 1985 鹿毛                                                              | Ela-Mana-Mou                                                                         | *ピットカーン                                                                        | *ピットカーン         |
| 母 *アドマイヤラピス 1992 鹿毛  | 母の母Elevate 1985 鹿毛                                                              | Ela-Mana-Mou                                                                         | Rose Bertin                                                                          |                       |
| 母 *アドマイヤラピス 1992 鹿毛  | 母の母Elevate 1985 鹿毛                                                              | Sunny Valley                                                                         | Val de Loir                                                                          | Val de Loir           |
| 母 *アドマイヤラピス 1992 鹿毛  | 母の母Elevate 1985 鹿毛                                                              | Sunny Valley                                                                         | Sunland                                                                              |                       |
| 母系(F-No.)                     | アドマイヤラピス(IRE)系(FN:1-l)                                                      | アドマイヤラピス(IRE)系(FN:1-l)                                                      | アドマイヤラピス(IRE)系(FN:1-l)                                                      | [ § 3 ]               |
| 5代内の近親交配                 | Northern Dancer 4 × 3 = 18.75%、Almahmoud 5 × 5 = 6.25％、Lady Angela 5 × 5 = 6.25％ | Northern Dancer 4 × 3 = 18.75%、Almahmoud 5 × 5 = 6.25％、Lady Angela 5 × 5 = 6.25％ | Northern Dancer 4 × 3 = 18.75%、Almahmoud 5 × 5 = 6.25％、Lady Angela 5 × 5 = 6.25％ | [ § 4 ]               |
| 出典                            | 1. 2. 3. 4.                                                                          | 1. 2. 3. 4.                                                                          | 1. 2. 3. 4.                                                                          | 1. 2. 3. 4.           |

- 半兄にアドマイヤホープ（全日本2歳優駿）、アドマイヤフジ（日経新春杯、中山金杯2回）、主たる近親にアドマイヤデウス（日経新春杯、日経賞）、サンレイポケット（新潟大賞典）[17]。詳細はバレークイーン#その他の近親を参照。